# إسماعيل (اسم)
إِسْمَاعِيْل هو اسم علم مذكر من أصل سامي، ومعناه الله يسمع، يعتبر من الأسماء المفضل عند المسلمين نسبةً لإسماعيل ابن إبراهيم، وهو أيضًا مفضل للعرب كون إسماعيل أبو العرب ويعتبر من الأسماء المنتشرة بكثرة في العالم العربي والإسلامي.

## الشخصيات
- إسماعيل
- إسماعيل ياسين ممثل مصري
- إسماعيل بن الشريف سلطان علوي مغربي
- إسماعيل الصفوي شاه فارسي ومؤسس الدولة الصفوية
- إسماعيل هنية سياسي فلسطيني
- إسماعيل شموط رسام فلسطيني
- إسماعيل مطر لاعب كرة قدم إماراتي
- إسماعيل الأزهري سياسي سوداني
- إسماعيل الحمادي لاعب كرة قدم إماراتي
- إسماعيل الصدر عالم دين شيعي إيراني
- إسماعيل الولي عالم دين صوفي سوداني
- إسماعيل العماري قائد عسكري جزائري
- إسماعيل الثاني الصفوي
- إسماعيل الفروه جي مغني وملحن عراقي
- إسماعيل الأكوع مؤرخ يمني
- إسماعيل الجوسقي سياسي مصري
- إسماعيل الحميري شاعر عراقي
- إسماعيل الحبروك شاعر مصري
- إسماعيل الساماني أمير طاجكستان
- إسماعيل الشافعي لاعب كرة مضرب مصري
- إسماعيل الصغير عداء فرنسي
- إسماعيل الصبياني عداء سعودي
- إسماعيل الغزنوي
- إسماعيل الفتحلي قائد عسكري تونسي
- إسماعيل الفلكي فلكي مصري
- إسماعيل الفاروقي فيلسوف فلسطيني
- إسماعيل المغربي لاعب كرة قدم سعودي
- إسماعيل بن حماد الجوهري لغوي فارسي
- إسماعيل بن موسى منك مفتي زيمبابوي
- إسماعيل باشا المفتش سياسي مصري
- إسماعيل حقي البروسوي عالم دين صوفي تركي
- إسماعيل حمداني سياسي جزائري
- إسماعيل حقي فرج شاعر وخطاط عراقي
- إسماعيل خليل سياسي تونسي
- إسماعيل دياب رسام تونسي
- إسماعيل ديس لاعب كرة قدم جزائري
- إسماعيل ديوماند لاعب كرة قدم عاجي
- إسماعيل راغب باشا سياسي وقائد عسكري مصري
- إسماعيل راشد لاعب كرة قدم إماراتي
- إسماعيل رأفت لاعب كرة قدم مصري
- إسماعيل ربيع لاعب كرة قدم إماراتي
- إسماعيل زامبادا غارسيا، بارون مخدرات مكسيكي.
- إسماعيل سراج الدين مهندس مصري
- إسماعيل سرور ممثل كويتي
- إسماعيل سماحي تريكي لاعب كرة قدم مغربي
- إسماعيل سار لاعب كرة قدم سنغالي
- إسماعيل العجمي لاعب كرة قدم عماني
- إسماعيل العيساتي لاعب كرة قدم هولندي مغربي
- إسماعيل العلوي سياسي مغربي
- إسماعيل العمور لاعب كرة قدم فلسطيني
- إسماعيل عبد الحافظ مخرج مصري
- إسماعيل عمر جيلي سياسي جيبوتي
- إسماعيل عبد اللطيف لاعب كرة قدم بحريني
- إسماعيل فهد إسماعيل كاتب كويتي
- إسماعيل فهمي سياسي ودبلوماسي مصري
- إسماعيل فروخي مخرج فرنسي مغربي
- إسماعيل فتاح الترك رسام تركي
- إسماعيل فوينتيس لاعب كرة قدم برازيلي
- إسماعيل فالكون لاعب كرة قدم إسباني
- إسماعيل قادري كاتب ألباني
- إسماعيل قرطال لاعب ومدرب كرة قدم تركي
- إسماعيل كهرمان سياسي تركي
- إسماعيل كويباشي لاعب كرة قدم تركي
- إسماعيل لاغونا ملاكم بنمي
- إسماعيل محمد مؤرخ ورياضي عراقي
- إسماعيل محمد الوريث شاعر يمني
- إسماعيل ميرة سياسي جزائري
- إسماعيل محمد لاعب كرة قدم قطري
- إسماعيل يوسف لاعب كرة قدم مصري
- إسماعيل يك مغني ألماني
- إسماعيل بن ناصر لاعب كرة قدم جزائري
- إسماعيل قاآني قائد فيلق القدس
- إسماعيل بن جعفر احد ابناء الامام جعفر الصادق
- اسماعيل بن عمر بن كثير مفسر ومؤرخ من أهل السنة والجماعة
- الصالح إسماعيل آخر ملوك الدولة الزنكية